# 左派激進黨
左翼激進黨（法語：Parti Radical de Gauche，缩写为PRG）是法國的一个政党。该党主张激進主義、政教分離、進步主義、亲欧洲主义、個人自由和社會民主主義。与社會黨不同，该党支持私有制。
左翼激進黨獲得部分中產階級與西南部傳統激進派地區的支持，但必須透過社會黨奧援才能獲得席次。兩黨自1982年便保持緊密合作關係，時常推出共同名單。該黨是上科西嘉、上庇里牛斯省和塔恩-加龍省的主要左翼政黨。
2017年，左翼激進黨和激進黨合併為激進運動。2019年，该党重建。

## 歷史
1972年，该党的前身“激进-社会主义行动和研究团体”脫離共和激進和激進社會黨，独立建党。創黨成員為當時支持「左翼聯盟」和社會黨、法國共產黨間「共同綱領」的激進黨人。当時，該黨取名為激進－社會主義左翼運動。1973年，该党更名为左翼激进者运动。
1970年代，在羅伯特·法布爾領導下，該黨是「左翼聯盟」成員之一。不過，其選舉影響力未能與另外兩個爭奪左翼領袖的政黨相比。法布爾之後與德斯坦合作而被開除黨籍，使得左翼激進黨線入第一次危機。
米歇爾·克雷波參選1981年法國總統選舉，在第一輪只拿到2%的選票，因此該黨呼籲群眾轉而支持密特朗。左翼激進黨在社會黨執政時期擔任支持角色。
1990年代初期，在知名企業家伯納德·塔比帶領下，希望能在社會黨黨內危機時獲利。1994年，该党改名为激进。1994年歐洲議會選舉，以塔比為首的競選名單獲得11.98%的得票率，拿下13席。 之後塔比因法律問題退出政壇。1996年，該黨改名为激進－社會黨。此时，该党聲勢跌至谷底。
在激進黨提出法律訴訟後，1998年，該黨被迫改名為左翼激進黨。1997至2002年，該黨以“多元左翼”聯盟成員進入內閣。2002年法國總統選舉，左翼激進黨決定在1981年後再次提出候選人。該黨候選人克里斯蒂安·托比拉拿下2.32的票數。 2001年宣判大西洋奴隸貿易為危害人類罪的法案以托比拉之名命名。
2007年法國總統選舉，該黨支持社會黨參選人塞格琳·羅雅爾。然而，前領導人塔比支持薩科齊。
2007年法國議會選舉，該黨拿下7席。2012年赢得13个国民议会议席。

## 民意支持
左翼激進黨在全國選舉中表現弱勢，得票率約在2%，因此需要強大的左翼盟友社會黨奧援。幾乎所有該黨議員與地方官員是在無社會黨候選人的情況下勝出。
由於左翼激進黨在科西嘉有傳統政治世家，加上社會黨基層組織薄弱，一直都是當地最大左翼政黨。
在法國本土，左翼激進黨保有第三共和以來的激進黨票倉，包括西南部與厄爾-羅亞爾省、厄爾省等地。

## 外部連結
- 官方网站